# راؤول جيل
راؤول جيل (بالبرتغالية: Raul Gil‏) هو مغني ومقدم تلفزيوني برازيلي، ولد في 27 يناير 1938 في ساو باولو في البرازيل.

## وصلات خارجية
- راؤول جيل على موقع IMDb (الإنجليزية)
- راؤول جيل على موقع قاعدة بيانات الفيلم (الإنجليزية)